# Farbstabilisator
Als Farbstabilisator bezeichnet man Lebensmittelzusatzstoffe, welche dem Erhalt von Lebensmittelfärbungen dienen. Insbesondere wird damit die Rotfärbung von Fleisch und Wurst geschützt, die durch Pökeln entstanden ist. Ein verbreiteter Stabilisator ist Ascorbinsäure.
Sie bilden neben den Antioxidantien eine wesentliche Gruppe der Konservierungsmittel von Lebensmitteln. Zu ihnen zählt man:
- E 220 – Schwefeldioxid
- E 221 – Natriumsulfit
- E 222 – Natriumhydrogensulfit
- E 223 – Natriummetabisulfit
- E 224 – Kaliummetabisulfit
- E 226 – Calciumsulfit
- E 227 – Calciumbisulfit
- E 228 – Kaliumbisulfit
- E 249 – Kaliumnitrit
- E 250 – Natriumnitrit
- E 251 – Natriumnitrat
- E 252 – Kaliumnitrat
- E 270 – Milchsäure
- E 296 – Äpfelsäure
- E 300 – (L-) Ascorbinsäure
- E 301 – Natriumascorbat
- E 302 – Calciumascorbat
- E 304 – Ascorbylpalmitat
- E 306 – Stark Tocopherol
- E 307 – Alpha-Tocopherol
- E 308 – Gamma-Tocopherol
- E 309 – Delta-Tocopherol
- E 315 – Isoascorbinsäure
- E 316 – Natriumisoascorbat
- E 330 – Citronensäure
- E 331 – Mono-, Di-, Trinatriumcitrat
- E 332 – Monokaliumcitrat
- E 333 – Mono-, Di-, Tricalciumcitrat
- E 334 – (L+)-Weinsäure

## Quelle
- Hans-Joachim Rose, Küchenbibel - Enzyklopädie der Kulinaristik